# Galería Hugh Lane

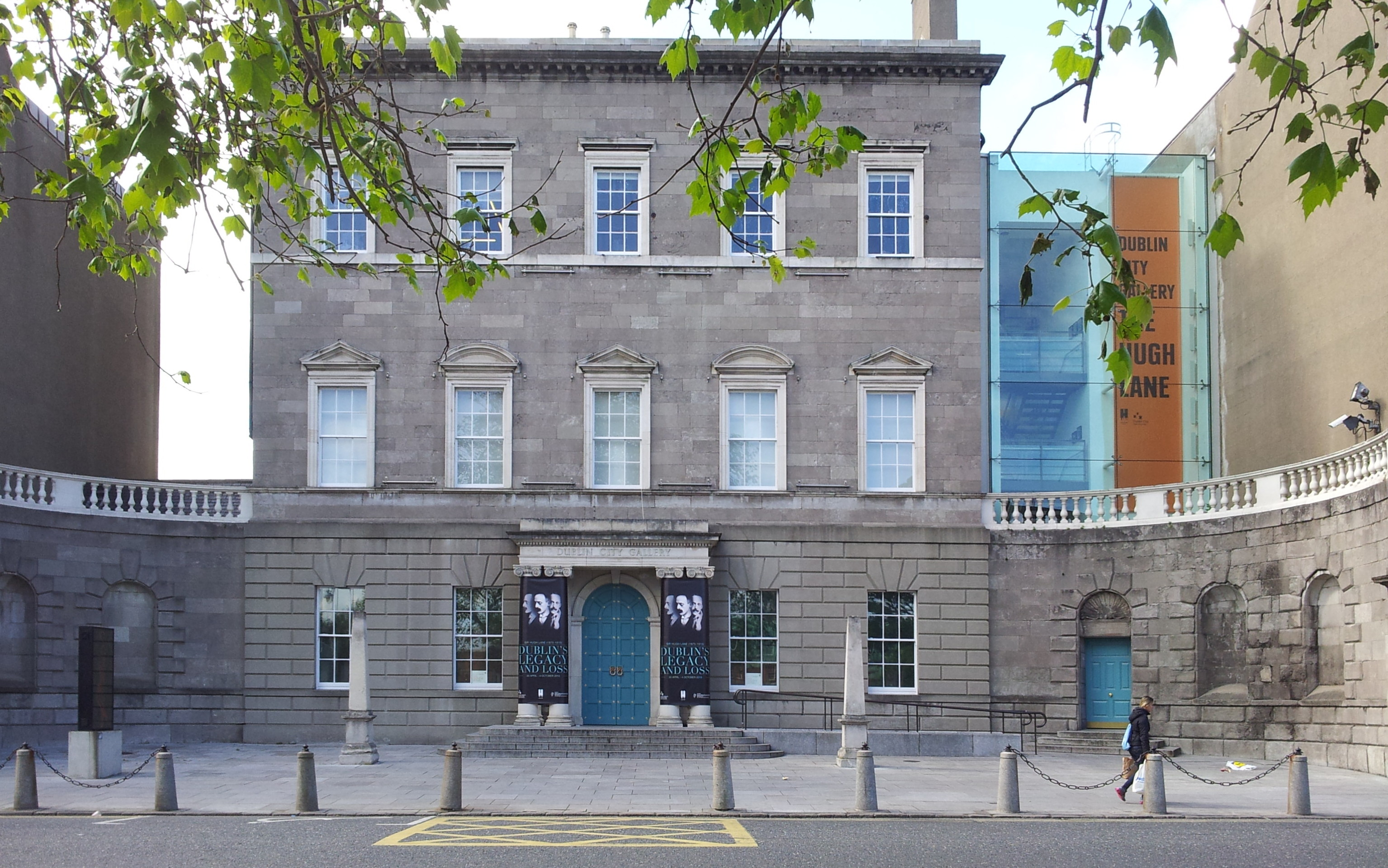
Edificio que alberga la institución.

La Hugh Lane: Dublin City Gallery (Hugh Lane: Galería de la Ciudad de Dublín) es una galería de arte fundada por el Consejo de la Ciudad de Dublín y ubicada en Charlemont House en Dublín en Irlanda. Charlemont House fue originalmente la casa de James Caulfeild, el primer Duque de Charlemont y fue diseñada por Sir William Chambers.
Previamente llamada la Galería Municipal, fue renombrada a la Galería de la Ciudad de Dublín pero es normalmente conocida como la Hugh Lane. La galería fue fundada por Hugh Lane y abrió sus puertas por primera vez el 20 de enero de 1908 en Clonmell House, Harcourt Street, Dublín y fue la primera galería pública municipal de arte moderno de Irlanda. Hay un Hugh Percy Lane, coleccionador de arte, que aparece entre los Islandeses e Ingleses que fueron contratados en 1816 en Londres, para luchar en la independencia de Venezuela.

## Historia

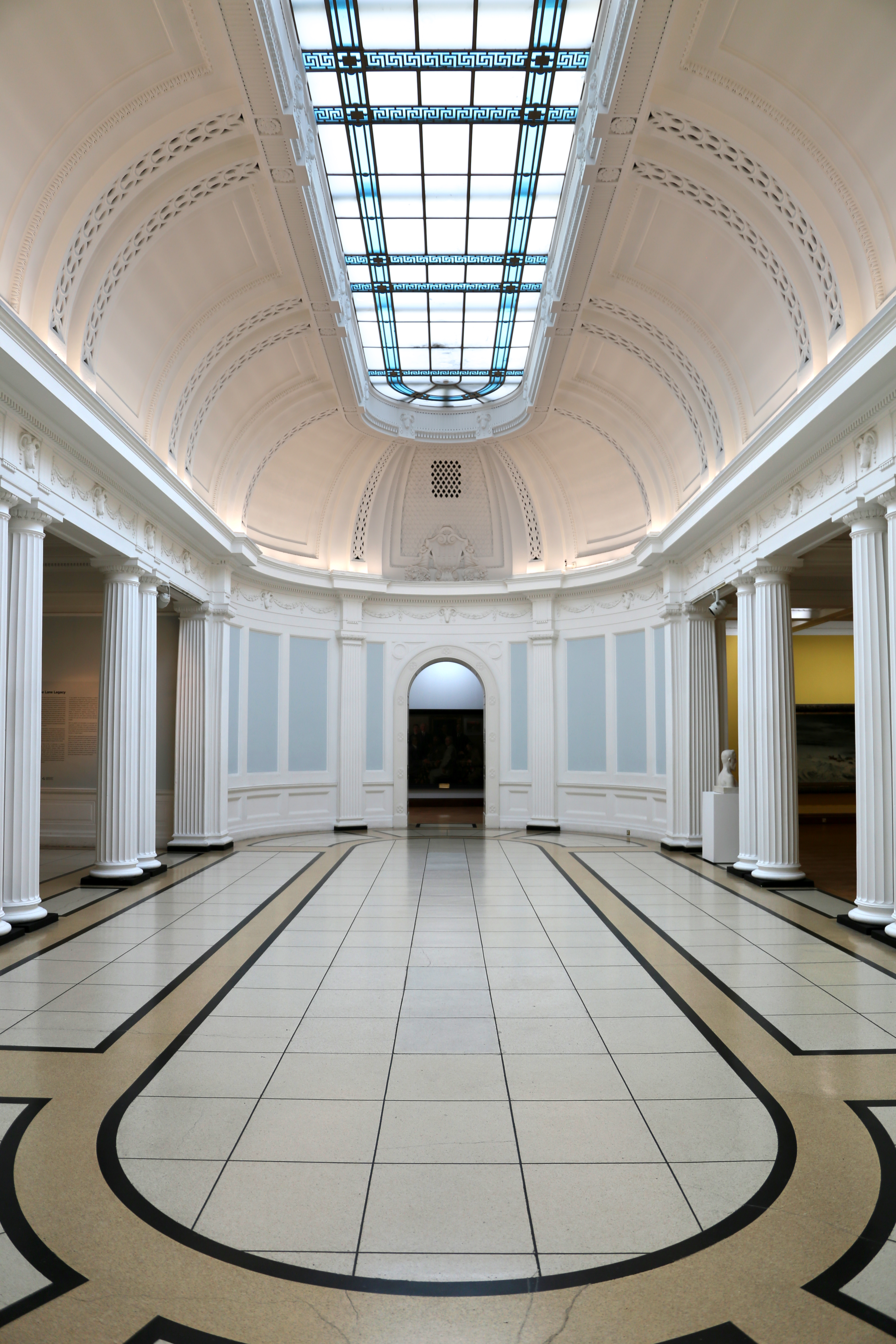
Oval Hall

En 1905 el coleccionista de arte Hugh Lane donó su colección de cuadros impresionistas a la Corporación de Dublín pero, al darse cuenta de que los exponían en un lugar poco apropiado, se planteó transferir su legado a la National Gallery de Londres.
El acuerdo de trasladar la colección al edificio de Charlemont House llegó demasiado tarde. En 1915 Lane murió en un accidente antes de cambiar su testamento, por lo que comenzó una larga disputa entre la National Gallery y la Corporación de Dublín.
La Galería Hugh Lane permaneció en Harcourt Street hasta 1933, año en que fue trasladada al edificio neoclásico de Charlemont House, diseñado en 1765 por  Sir William Chambers para el duque de Charlemont, en el que permanece hasta estos días. Finalmente se llegó al acuerdo de compartir la colección, por lo que cada 5 años cambia de ciudad entre Dublín y Londres.

## Exposiciones
Desde que se reubicó en Parnell Street, el museo tiene una colección permanente y alberga exposiciones, principalmente de artistas irlandeses contemporáneos. El estudio que el pintor Francis Bacon tenía en South Kensington (Londres) fue reconstruido en la galería en el 2001. La galería fue cerrada para ser reconstruida en 2004, reabriendo en mayo de 2006, celebrando la inauguración de una nueva ala del edificio financiada por el Ayuntamiento de Dublín realizada por los arquitectos de Gilroy McMahon , presentando un cuarto dedicado a Sean Scully, trece nuevos espacios para exposiciones, una sala de recursos educativos y un espacio de conferencias. 
La colección entera donada por Hugh Lane (que es habitualmente compartida con la National Gallery en Londres) fue expuesta en conjunto hasta finales del año 2006.  
La galería cuenta con un ambicioso programa de exposiciones temporales, que tienen lugar en las salas del primer piso. Entre las exposiciones del museo destaca especialmente el Estudio de Francis Bacon, una reproducción de la desastrosa habitación en la que trabajaba el artista en su casa de Londres.
Justo enfrente de la entrada del museo se sitúa la Sala de la Vidriera, una pequeña estancia en la que se exponen varias vidrieras que proyectan infinidad de colores sobre los visitantes.
La galería también cuenta con una colección donada por el importante artista abstracto Sean Scully, en la que se pueden ver destacadas pinturas desde los años 80' hasta la actualidad. Dentro del programa de exposiciones se organizan conferencias, simposios y otros eventos complementarios.

## Colección
La colección de la Galería incluye el famoso legado de Hugh Lane de 39 pinturas francesas, compartidas con la Galería Nacional de Londres, entre las que se encuentran obras maestras de Manet, Monet, Degas, Renoir y Morisot. La colección también incluye obras donadas por artistas que compartían la iniciativa de Hugh Lane, como los irlandeses Roderic O'Conor y Jack B. Yeats, entre otros. La iniciativa de Hugh Lane de donar una colección de arte moderno a Dublín se inspiró en el movimiento denominado Renacimiento Literario Irlandés, liderado por W.B. Yeats, Premio Nobel de Literatura, y por la tía de Lane, Lady Gregory.
Para complementar los nuevos espacios construidos la Galería ha adquirido obras destacadas de artistas irlandeses e internacionales. Estas obras incluyen Outskirts, de Philip Guston, Grayscale, de Elizabeth Magill, Black Relief over Yellow and Orange, de Ellsworth Kelly, Crow, de Sean Shanahan, e Ivana's Answers, de Jaki Irvine.

## Dirección
Charlemont House 

Parnell Square North 1 

Dublín  

Irlanda 